# Stanisław Romik

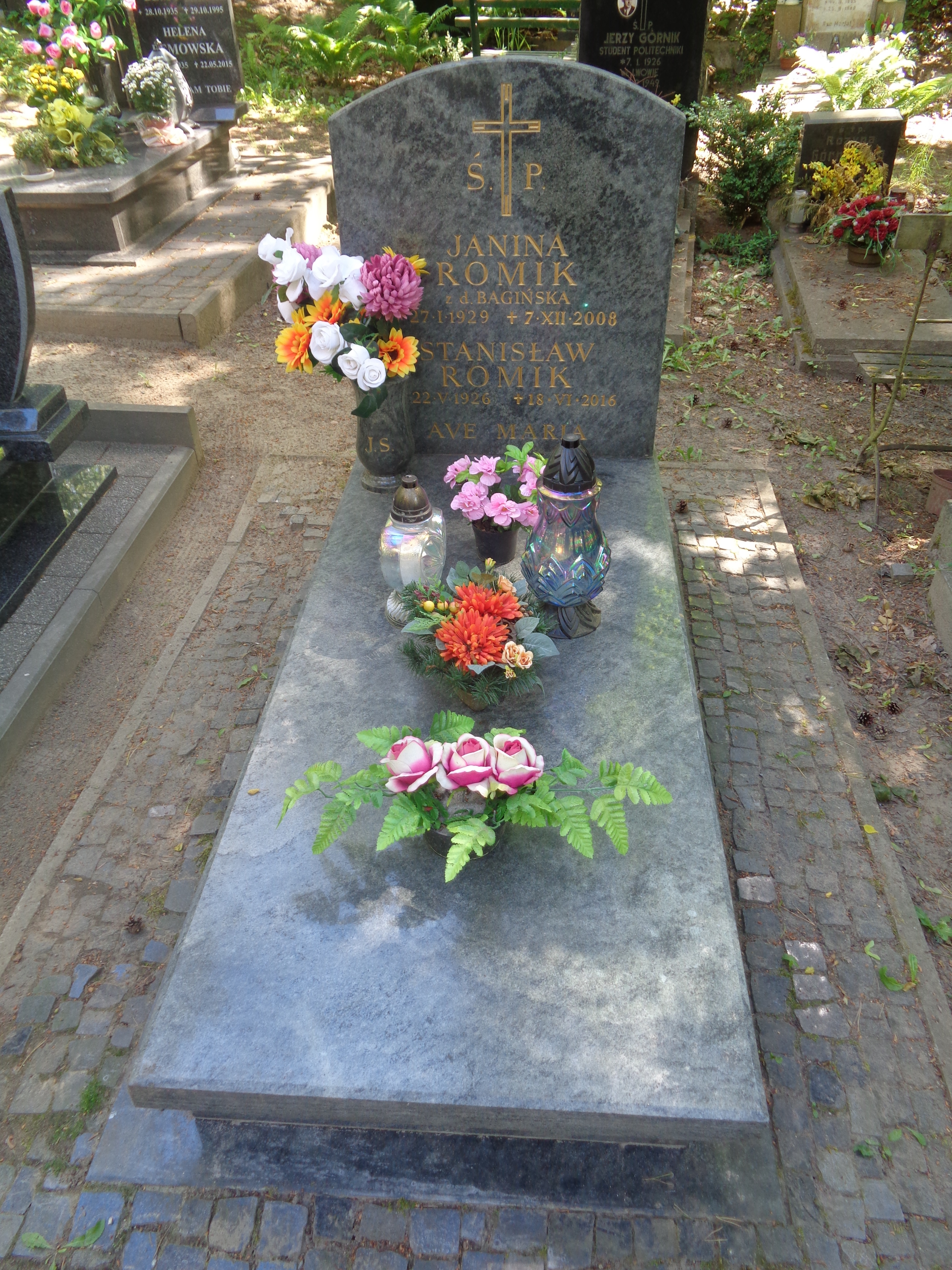
Grób Stanisława Romika na Cmentarzu Srebrzysko w Gdańsku

Stanisław Romik (ur. 22 maja 1926 w Rogoźniku. zm. 18 czerwca 2016 w Gdańsku) – polski strzelec sportowy, żołnierz, olimpijczyk z Rzymu 1960.
Zawodnik WKS Kabewiak Legnica w latach 1951–1961. Odznaczony Krzyżem Kawalerskim Orderu Odrodzenia Polski oraz Złotym Krzyżem Zasługi.
Na igrzyskach olimpijskich w 1960 wystartował w konkurencji pistoletu dowolnego 50 metrów zajmując 5. miejsce.
Pochowany na gdańskim Cmentarzu Srebrzysko (rejon V, pol. I).